# Ле Казеле III (Козенца)
Ле Казеле III је насеље у Италији у округу Козенца, региону Калабрија.
Према процени из 2011. у насељу је живело 19 становника. Насеље се налази на надморској висини од 107 м.